# Géraldine Apponyi
Titres
Épouse du prétendant au trône d'Albanie
7 avril 1939 – 9 avril 1961
(22 ans et 2 jours)
Reine des Albanais
27 avril 1938 – 7 avril 1939
(11 mois et 11 jours)
Signature
Géraldine Apponyi de Nagy-Appony (née le 6 août 1915 à Budapest et morte le 22 octobre 2002 à Tirana) est un membre de la noblesse hongroise puis reine consort des Albanais de 1938 à 1939, à la suite de son mariage avec le roi Zog Ier des Albanais.

## Biographie

### Enfance
Par son père, le comte Gyula Apponyi (1873-1924), maréchal de la cour royale de Hongrie, elle descend de l'une des plus vieilles familles de la noblesse hongroise, dont les origines remontent au IXe siècle. Sa mère, Gladys Virginia Stewart (1891-1947), est quant à elle issue de la haute société américaine (son père est consul général des États-Unis à Anvers) et descend d'Irlandais et d’Écossais qui ont émigré vers le Nouveau Monde. Elle descend également par son père de la princesse Henriette-Catherine-Agnès d'Anhalt-Dessau, ce qui l'apparente avec la plupart des familles royales européennes.
L'Autriche-Hongrie défaite en 1918, sa famille s'exile en Suisse auprès de sa grand-mère maternelle, pour ne rentrer en Hongrie que trois ans plus tard. Cependant, à la mort du comte Gyula en 1924, Géraldine, sa mère, sa sœur et son frère quittent à nouveau la Hongrie et partent vivre dans la station balnéaire française de Menton. La comtesse se remarie en 1926, à Roquebrune-Cap-Martin, avec le colonel français Gontran Girault (1882-1964) et ses beaux-parents hongrois insistent pour que ses trois enfants (Géraldine, Virginia et Gyula) soient renvoyés en Hongrie pour leur scolarité. Le colonel Girault et la comtesse Apponyi (désormais Mme Girault) ont trois enfants de leur mariage (Sylviane, Patricia et Guy).
En mars 1930, Géraldine s'installe au château familial de Nagy-Appony (à Oponice en actuelle Slovaquie) auprès de sa grand-mère paternelle la comtesse Marguerite von Seherr-Thoß, morte en 1931, puis est scolarisée comme pensionnaire au couvent du Sacré-Cœur de Pressbaum, près de Vienne. Elle y laisse le souvenir d'une bonne élève, pieuse, plongée dans les livres et déjà très jolie. La future reine d'Albanie termine ses études par un examen validé à l'université de Vienne.

### Reine des Albanais
Géraldine Apponyi fut présentée en décembre 1937 au roi Zog Ier d'Albanie, qui avait vu une photo d'elle. Elle visita à ses côtés le royaume albanais et, quelques jours plus tard, le roi la demanda en mariage. Elle fut, durant ses fiançailles, appelée par les médias internationaux « la Rose blanche de Hongrie ».
Le 27 avril 1938, elle épouse le roi Zog Ier d'Albanie à Tirana au cours d'une cérémonie civile, le pays étant laïc et les époux étant de surcroît de confessions différentes (elle catholique et lui musulman).
Le 5 avril 1939, la reine met au monde le prince Leka, héritier du trône. Le 7 avril 1939, l'invasion italienne force la famille royale à se réfugier successivement en Grèce (les journaux du 11 font état de son état de santé : la jeune femme souffrant de fièvre puerpérale, son état s'étant aggravé).
Ils fuient en Turquie, en Roumanie, en Pologne, en Estonie, en Norvège, en France et enfin en Angleterre. Finalement en 1946, la famille royale quitte le Royaume-Uni pour l’Égypte où les accueille le roi Farouk. La famille royale albanaise quitte l’Égypte en 1952, quand Nasser prend le pouvoir, et trouve asile en France, sur la Côte d’Azur.

### Décès
Le 22 mars 2002, le gouvernement Nano et les députés albanais votent en faveur du retour de l'ancienne famille royale. 
Le 28 juin 2002, la reine Géraldine, le prince héritier Leka (Ier), la princesse héritière Susan et leur fils, le prince Leka (II), font une arrivée triomphale en Albanie.
Le 22 octobre 2002, la reine Géraldine s'éteint après plusieurs crises cardiaques. Ses funérailles rassemblent plusieurs représentants de la classe politique et de nombreux Albanais. Elle est inhumée au cimetière de Sharra à Tirana.

## Fondation Reine-Géraldine
En juin 2013, Elia Zaharia, fiancée du prince Leka, lui-même petit-fils de Géraldine, crée la « Fondation Reine Géraldine » (Queen Geraldine Foundation) en son honneur. Le visuel de l'œuvre caritative affiche le portrait de l'ancienne reine. Ses missions s'articulent en faveur des familles et enfants défavorisés, ou encore de la rénovation d'écoles.

## Titulature
- du 6 août 1915 au 10 janvier 1938 : comtesse Géraldine Apponyi de Nagy-Appony ;
- du 10 janvier 1938 au 27 avril 1938 : Son Altesse Royale la princesse Géraldine d'Albanie ;
- du 27 avril 1938 au 9 avril 1961 : Sa Majesté la reine des Albanais ;
- du 9 avril 1961 au 22 octobre 2002 : Sa Majesté la reine Géraldine d'Albanie.